# Victoria Spartz
Victoria Spartz, nata Viktorija Kul'hejko (in ucraino Вікторія Кульгейко?; Nosivka, 6 ottobre 1978) è una politica ucraina naturalizzata statunitense, membro della Camera dei Rappresentanti per lo stato dell'Indiana dal 2021 e primo membro del Congresso nato in Ucraina, nonché il primo nato in una repubblica sovietica.

## Biografia
Viktorija Kul'hejko è nata a Nosivka, nell'Oblast' di Černihiv, Repubblica Socialista Sovietica Ucraina, diventata Ucraina quando lei aveva 13 anni. Prima di trasferirsi negli Stati Uniti, ha conseguito un baccalaureato di scienza e un Master in gestione degli affari presso l'università nazionale di economia di Kiev. Ha inoltre conseguito un Master of Accountancy presso la Kelley School of Business dell'Università dell'Indiana - Purdue University Indianapolis.
Mentre Kul'hejko era al college, ha incontrato il suo futuro marito, Jason Spartz, su un treno in Europa e ha iniziato a uscire con lui. Si sono sposati nel 2000. Victoria Spartz è immigrata negli Stati Uniti nel 2000 all'età di 22 anni ed è diventata cittadina statunitense nel 2006.
Spartz ha fondato nella Contea di Hamilton, Indiana, il Tea Party. Prima della sua nomina al Senato dell'Indiana, ha lavorato nell'ufficio del Procuratore generale dell'Indiana ed è stata anche un membro della facoltà, a contratto, presso la Kelley School of Business di Indianapolis. Possiede proprietà immobiliari e aziende agricole.
Spartz è stato nominata al Senato dell'Indiana dal 20º distretto nel 2017 dopo che Luke Kenley si è dimesso.
Dopo che la repubblicana in carica Susan Brooks ha annunciato nel giugno 2019 che non avrebbe cercato la rielezione, Spartz ha annunciato la sua candidatura per il 5º distretto congressuale dell'Indiana. Ha vinto le primarie repubblicane il 2 giugno 2020. In una pubblicità della campagna del maggio 2020, Spartz ha pubblicizzato la sua opposizione all'Affordable Care Act; dopo aver vinto le primarie repubblicane, ha smorzato la sua opposizione. Spartz ha vinto le elezioni generali di novembre, sconfiggendo l'ex rappresentante statale Christina Hale, la candidata democratica, del quattro per cento.

### Invasione russa dell'Ucraina (2022)

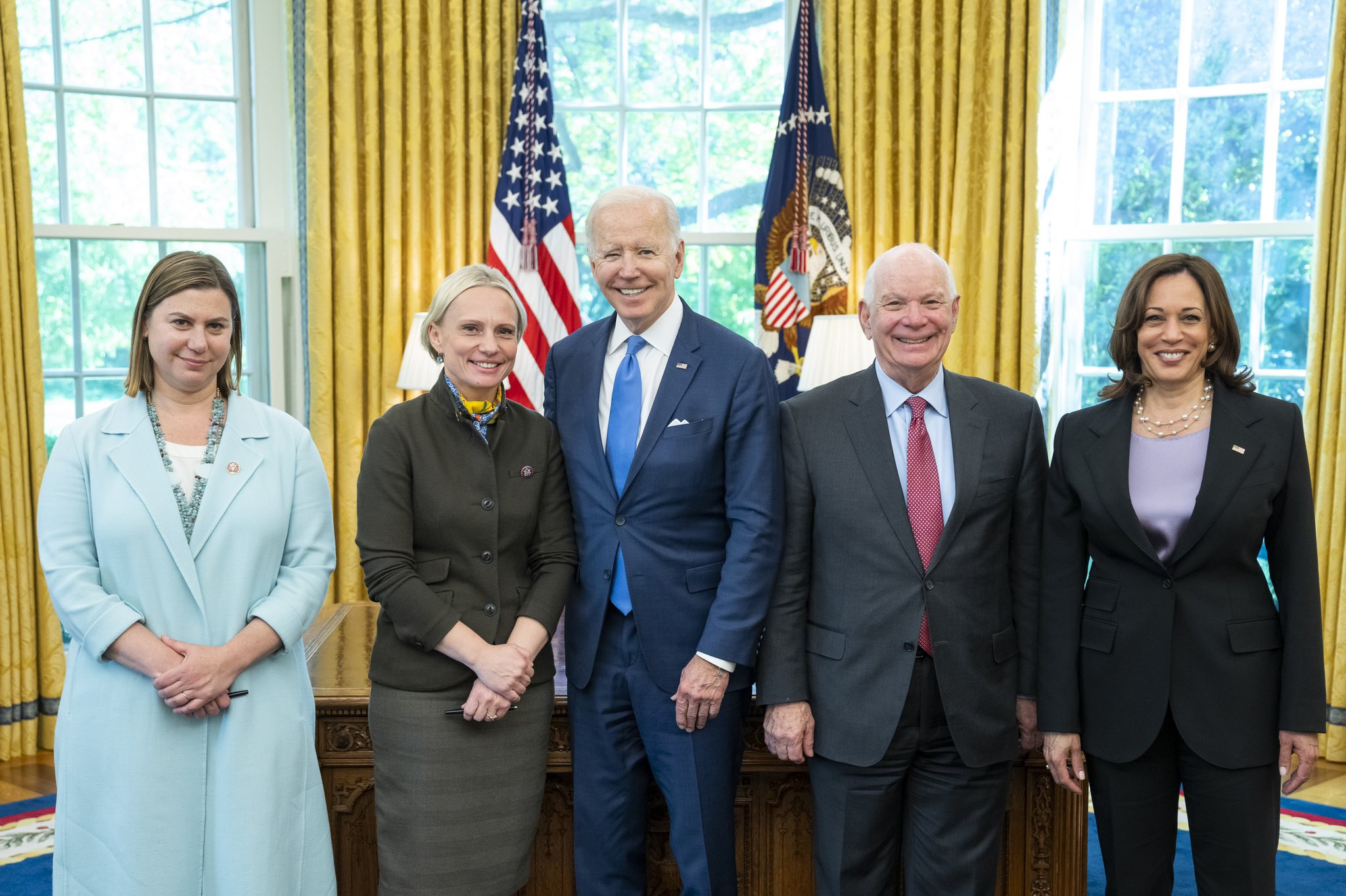
Spartz con il Presidente Joe Biden, la senatrice Elissa Slotkin, la vice-presidente Kamala Harris e il senatore Ben Cardin durante la firma del "Ukraine Democracy Defense Lend-Lease Act", maggio 2022

Spartz ha definito l'invasione russa dell'Ucraina del 2022 "un genocidio del popolo ucraino da parte di un pazzo"." È stata una dei primi parlamentari statunitensi a chiamare le azioni russe "crimini di guerra". Al momento dell'invasione, Spartz aveva ancora in Ucraina una nonna che viveva a Černihiv, sotto assedio russo.
Durante l'invasione, Spartz si è recata in Ucraina due volte nell'aprile 2022, inclusa una visita senza preavviso a Buča con il senatore statunitense Steve Daines, e una visita a Leopoli, Kiev e Odessa con il rappresentante Tim Walberg. Spartz ha criticato la poca velocità e l'efficacia degli sforzi internazionali di aiuto umanitario.

## Vita privata
Sposato con Jason Spartz, ha due figlie. Vivono a Noblesville, Indiana.